# Truth (krater)
För andra betydelser, se Truth.
Truth är en nedslagskrater på planeten Venus. Truth har fått sitt namn efter den amerikanska människorättsaktivisten Sojourner Truth.
Kratern har en diameter på ungefär 47 km.